# Фернандес Карбальо, Игнасио Эсекиэль
Игна́сио Эсекиэль Агусти́н Ферна́ндес Карба́льо (исп. Ignacio Ezequiel Agustín Fernández Carballo; род. 25 июля 2002, Буэнос-Айрес) — аргентинский футболист, полузащитник клуба «Аль-Кадисия». Участник Олимпийских игр 2024 в Париже.

## Клубная карьера
Фернандес — воспитанник клуба «Бока Хуниорс». 8 мая 2021 года в матче против «Патронато» он дебютировал в аргентинской Примере. В начале 2022 года Фернандес на правах аренды перешёл в «Тигре». 16 февраля в матче против «Сентраль Кордова» он дебютировал за новую команду. По окончании аренды игрок вернулся в «Бока Хуниорс». 20 мая 2024 года в поединке против «Сентраль Кордова» Эсекиэль забил свой первый гол за клуб. 
Летом 2024 года Фернандес перешёл в саудовский клуб «Аль-Кадисия». 23 августа в матче против «Аль-Фатеха» он дебютировал в чемпионате Саудовской Аравии. 

## Международная карьера
В 2019 года Фернандес в составе юношеской сборной Аргентины победил в юношеском чемпионате Южной Америки в Перу. На турнире он сыграл в матчах против команд Колумбии, Бразилии, Перу, Уругвая, Парагвая и Эквадора. В поединке против колумбийцев Эсекиэль забил гол. В том же году Фернандес принял участие в юношеском чемпионате мира в Бразилии. На турнире но сыграл в матче против команд Испании, Камеруна, Таджикистана и Парагвая.
В 2024 году Фернандес в составе олимпийской сборной Аргентины принял участие в Олимпийских играх в Париже. На турнире он сыграл в матчах против команд Марокко, Ирака, Украины и Франции. В поединке против иракцев Игнасио забил гол.

## Достижения
Международные
 Аргентина (до 17)
- Победитель юношеского чемпионата Южной Америки — 2019